# Kundratice (Košťálov)
Kundratice jsou vesnice a část obce Košťálov v okrese Semily. Nachází se asi tři kilometry severovýchodně od Košťálova. Prochází zde silnice II/286. Kundratice jsou také název katastrálního území o rozloze 8,27 km².

## Historie
Kundratice se poprvé objevují jménem v historických dokladech ve 14. století. První zmínku z roku 1325 nalézáme v zemských deskách, kde je zaznamenána obžaloba (půhon, popohnání na soud zemský) na Zdeslava z Kundratic (Zdeslaum de Cunraticz), který měl Vokovi z Rotštejna vyplenit vsi Dřevolisy, Vrát a Klokočí.[chybí lepší zdroj]
Roku 1444 je v zemských deskách zmiňován příslušník rodu z Kundratic - Jan Kraslice z Kundratic, který spolu s dalšími osvědčil darování dědického práva paní Markéty z Malobratřic.[chybí lepší zdroj] V polovině 15. století patřily Kundratice Anselmovi (Henzlinovi), jinak Hrnčlínovi a Danielovi, bratřím z Kraslice a Kundratic. Vlastnili dva poplužní dvory v Kundraticích, jeden obdělávaný, druhý pustý, díl vsi a ve Smiřičně (dnešní Mříčné) další poplužní dvůr. Po smrti Daniela dostal se statek jeho manželce Alžbětě, po jejím úmrtí připadl statek králi Jiřímu z Poděbrad, který jej roku 1465 postoupil panu Jindřichu Šofovi z Valdštejna a ze Smiřična. To vše navzdory nárokům, které uplatňoval Mikuláš z Kundratic. Dalším vlastníkem byl Felix (Šťastný), pán z Valdštejna a ze Smiřična, který sídlil v Kundraticích. Po jeho smrti roku 1476 byla kundratická tvrz s dvorem, krčmou a dvěma poplužními dvory označena Felixem Štěpanickým z Valdštejna jako odúmrť. Proti odúmrti vystoupila Dorota z Karlova, matka zemřelého, a Jindřich a Hynek bratři z Valdštejna a Štěpanic. Roku 1492 si Hynek z Valdštejna a Štěpanic rozdělil se synem zemřelého Jindřicha z Valdštejna a Štěpanic, Heníkem, štěpanické panství. Hynek získal jilemnickou tvrz, horní polovinu městečka Jilemnice a vesnice Hrabačov, Martinice, Mříčnou, Purklín, Kruh, Roztoky, Jestřabí, Přední Ždírnici, Čistou, Roprachtice, Sytovou, Jablonec nad Jizerou, Kunčice, Vojtěšice a tvrz pustou a ves Kundratice. Tímto došlo k rozdělení štěpanického panství na štěpanické a jilemnické. Kundratice byly součástí jilemnického panství.
Roku 1522 získal panství a s ním i ves Kundratice (tehdy ještě Kunratice) Arnošt Jilemnický z Oujezdce a Kúnic. Vklad, v němž je obec výslovně jmenována, byl do obnovených Desek zemských větších, učiněn 20. srpna 1547. Téhož roku se Arnošt účastnil protihabsburského povstání a byl za to potrestán propadnutím Jilemnického panství do královského manství. Roku 1577 Jilemnické panství a s ním i Kundratice získali Ronovští z Ronova. Roku 1637 jej koupil Jan Vilém Harant z Polžic a Bezdružic (syn popraveného Kryštofa Haranta). 
Podle soupisu poddaných z roku 1651 se většina obyvatel zabývala zemědělskou výrobou, v obci byl pouze 1 mlynář. V roce 1654 byly v Kundraticích pole prostředně úrodná o celkové 201,3 strychů. V Kundraticích bylo 33 domů, z toho 4 rozbořené. Rolníci, chalupníci a hospodáři bez polí vlastnili dohromady 20 koní, 45 krav a 11 jalovic.  
V roce 1688 vydal František Pavel Harant instrukce pro poddané, jimiž chtěl zajistit chod panského hospodářství. Z tohoto dokumentu vyplývá, že si Harantové velmi vážili lesního bohatství a lovu. Lovecké trofeje získali z obory Zelená hora (Grünnberg) mezi Jilemnicí, Mříčnou, Kruhem a Kundraticemi, v níž se mohlo chovat přes 60 kusů daňků a jelenů.
Roku 1701 jej koupili Harrachové, kteří je spojili s panstvím Brannským a vlastnili až do vzniku republiky.
Nejpozději v roce 1844 byly v Kundraticích 2 mlýny.
V roce 1866 se v okolí obce pohybovala pruská vojska chystající se na střetnutí s rakouskou armádou. Když se Prusové dostali do Semil, lidé byli zděšeni. Nepřítel bral jídlo, šatstvo, hovězí dobytek i koně, dokonce odváděl i mladé lidi. Lidé věci zakopávali, nebo zazdívali. 27. června se pruské stráže objevily na Čikváskách. Mladí lidé i s dobytkem utíkali do polí a lesů, aby se zachránili. Do vsi přijelo jen 12 vojáků. 29. června 1866 byla bitva v Jičíně, kterou vyhráli Prusové. Válka skončila prohrou Rakouska na Chlumu u Hradce Králové.[chybí lepší zdroj] Obyvatelstvo bylo zatíženo válečnou daní, vysokou daní byla i smrt 38 kundratických občanů na následky cholery, kterou sem zavlekli pruští vojáci.[chybí lepší zdroj]
Pod vedením mříčenského administrátora Josefa Jodase sehráli místní ochotníci svoji první hru Pan strejček – v dubnu 1870. Ještě ten samý rok měla premiéra i druhá hra Husička z Podhájí a třetí hra - Roztržití. V roce 1873 byl založen čtenářsko-ochotnický spolek.
V srpnu 1871 a v červenci 1872 se celkem šest rodin (29 lidí) vystěhovalo z Kundratic do Ruska. Důvodem bylo náboženství – všichni byli evangelíci (Vejnarové, Opočenský, Křížek) – ale i snaha získat pozemky a vyhnout se vojně. Většina těchto vystěhovalců se usadila v obci Český Boratín.
Na konci 19. století došlo k rozvoji společenského života v obci. Vznikalo mnoho spolků a sdružení: roku 1890 Sbor dobrovolných hasičů 1894 Dobytčí spolek, 1898 Hospodářský spolek a 1900 Sokol.
Od roku 1901 pro občany fungoval Spořitelní a záložní spolek typu Raiffeissenky.[chybí lepší zdroj]
Na přelomu století byly v Kundraticích provozovány tyto živnosti: malá tkalcovna pana Vejnara, Velkoobchod s obilím Antonína Sedláčka, Machův mlýn, lom kamene Jaroslava Říhy a tři hospody.
Roku 1920 byla založena obecní knihovna spojením knihoven Sokola a čtenářsko-ochotnického spolku. Díky tomuto spolku byl postaven pískovcový pomník na památku 25 padlých vojáků v první světové válce. Náklad na pomník byl 2500 Kč. Celou částku uhradil dobře hospodařící čtenářsko-ochotnický spolek. Jeho slavnostní odhalení proběhlo 13. července 1920.
V lednu 1925 byly vypracovány plány a sestaven rozpočet elektroinstalační sítě. Celkové náklady byly 220.000 Kč, z toho obec uhradila 150.000 Kč, občané si zakoupili 1.020 podílů po 50 Kč zbytek uhradil stát. Většina domů už koncem roku 1925 byla napojena na elektrickou síť, především rolníci si zakoupili 30 motorů na pohon hospodářských strojů. V lednu 1926 odešli poslední elektromontéři.
Roku 1933 slavil čtenářsko-ochotnický spolek 60. výročí. Nacvičil a sehrál divadelní představení Jan Výrava – zajímavé provedení – večer za elektrického osvětlení, v přírodě na Kopaňce.
V roce 1930 si obecní zastupitelstvo nechalo zpracovat Janem Svobodou, mistrem zednickým a majitelem pily v Libštátě, projekt obecního hřbitova i s márnicí. V roce 1931 zakoupila obec parcelu za 6150 Kč od Františka Janouška pro vybudování vlastního hřbitova. Do této doby byli obyvatelé Kundratic pohřbíváni ve Mříčné. Celá stavební akce představovala hodnotu 50 000 Kč.

## Pamětihodnosti
- Machův vodní mlýn
- špýchar u čp. 48
- socha sv. Jana Nepomuckého
- stopy po tvrzi na návrší nad čp. 11 a 86

## Spolky
Mezi spolky v této části patří:
- SDH Kundratice
- TJ Sokol Kundratice
- Myslivecké sdružení Skalice